# 大谷隆昌
大谷 隆昌（おおたに たかまさ、大谷五右衛門隆昌、生没年不詳）は、江戸時代初期の武士。
大谷吉継の嫡男 大谷吉治の子。龍昌院道証禅定門。
慶長18年（1613年）2月 上野厩橋城主 酒井忠行に出仕し、大坂の陣にも徳川方として出陣した。
後に出家し伊与久に龍昌院という寺院を建てそこで没したという。

## 略歴
慶長5年（1600年）、関ヶ原の戦いに父 大谷吉継と共に出陣した大谷吉治は、戦場を脱し、敦賀城および大阪城へ赴いた後、母方の実家である上野国伊予久村に向かった。幼い隆昌は伊与久で母と共に隠棲した。
慶長18年（1613年）2月、上野厩橋城主 酒井忠行の重臣 高須隼人を通じ、命乞いして助けられ、隆昌は酒井氏に奉仕した。
慶長19年（1614年）、慶長20年（1615年）の大坂の陣に酒井氏と共に出陣し軍功をあげ、上野国伊与久に50石を拝領した。後に出家し、伊与久に龍昌院という寺院を建て、そこで没したという。
隆昌の屋敷跡は、寺地に東接した場所だという。

## 関連リンク
- https://noukotsu.co.jp/jiin/gunma-ryushouin.html
- https://dl.ndl.go.jp/pid/2987455/1/12